# 333096 Brittanyenos
333096 Brittanyenos este o planetă minoră (asteroid) din centura de asteroizi. A fost descoperită pe 13 septembrie 2007 la Mount Lemmon⁠(d) de Mount Lemmon Survey⁠(d). 
Obiectul prezintă o orbită caracterizată de o semiaxă mare de 2,3738356293108 UAi, o excentricitate de 0,11285090817084, o înclinație de 1,6117844771947 ° în raport cu ecliptica.